# Flugestone acetate
Flugestone acetate (FGA), được bán dưới tên thương hiệu Cronolone trong số những loại khác, là một loại thuốc proestin được sử dụng trong thuốc thú y.

## Công dụng

### Thú y
FGA được sử dụng như một xốp trong âm đạo chuẩn bị để đồng bộ hóa động dục ở cừu và dê.

## Hóa học
FGA, còn được gọi là 17α-axetoxy-9α-fluoro-11β-hydroxyprogesterone hoặc như 17α-axetoxy-9α-fluoro-11β-hydroxypregn-4-ene-3,20-dione, là một pregnane steroid tổng hợp và một dẫn xuất của progesterone và 17α-hydroxyprogesterone. Nó là este axetat C17α của flugestone.

## Lịch sử
FGA được phát triển và đưa ra thị trường bởi GD Searle & Company vào những năm 1960.

## Xã hội và văn hoá

### Tên gốc
Flugestone acetate là tên gốc của thuốc và INN và BANM của nó, trong khi flurogestone acetate là USAN của nó. Flugestone là BAN và DCIT của dạng rượu tự do không được kiểm chứng. FGA cũng được biết đến với tên mã phát triển NSC-65411 và SC-9880.

### Tên thương hiệu
FGA đang hoặc được bán trên thị trường dưới tên thương hiệu Chronogest, Chrono-Gest, Crono-Gest, Cronolone, Gyncro-Mate, Ova-Gest, Ovakron, Synchro-Mate, Syncro Part và Syncropart.

### Khả dụng
FGA được bán trên thị trường cho thú y ở Úc, Pháp, Ireland, Israel, Ý, Hà Lan, Nam Phi và Vương quốc Anh.